# Pjongdzsin
Pjongdzsin (hangul: 병진로선, handzsa: 並進路線, RR: Byeongjin roseon, ’a párhuzamos fejlesztés irányvonala’) másképp hek kjongdzse (hangul: 핵 경제, handzsa: 核 經濟, RR: Haek gyeongje, ’nukleáris gazdaság’) Kim Dzsongun (Kim Jong-un) 2013 március és 2018 között érvényes politikai irányvonalának megnevezése. Megnevezése beszédes: párhuzamosan költi a pénzt az ország gazdaságának és atomfegyvereinek fejlesztésére.
A Koreai Munkapárt 2016. május 6-án megkezdődött 7. kongresszusán napvilágra került, hogy a politikai irányvonal keretében az ország gazdasági teljesítőképességét meg akarják növelni, ezzel együtt visszaszorítani a villamos-energia és az alapvető szükségletek részleges, néhol teljes hiányát.